# رحاب الصادق
رحاب الصادق؛ (مواليد 1974 م) هي فنانة تنصيبيّة مصرية، تعيش وتعمل في الإسكندرية.

## حول نشاطها الفني
بدأت رحاب بالظهور الموثق منذ سنة 1994م من خلال ممارستها للفن التنصيبي (Installation Art)، باستخدام مواد وأغراض يومية، تركز فيها على: 
- العلاقة بين الماضي والحاضر.
- التقليدي والحديث.
- النمو الشخصي مقابل القيود الإجتماعية.
- استخدام النصوص هو جانب متكرر في أعمالها.

تقول الصادق حول أعمالها بسياق النقد العام: «يفرض المجتمع المصري قيودًا على الحرية الفنية والنقدية، وتكون هذه القيود أشد وأقسى على الفنانات الإناث من المنظور التقليدي، المنظور المحافظ فيما يخص مكانة المرأة».
في عام 2000م عملت الصادق مع فتيات من خلفيات اقتصادية واجتماعية خلال فترة إقامتها الفنية في «كونا ترست» في نيروبي، كينيا.
جمعت الصادق الدمى التي صنعها الأطفال يدويًا بمنسوجات ملونة، وبينما كان الأطفال يصنعونها، سألتهم الصادق عن توقعاتهم المستقبلية. عُرضت هذه الدمى ذات الألوان الزاهية، والقصص التي رواها الأطفال في معرض فني.

## أعمالها
من أعمالها البارزة:
- العمل التنصيبي «مقاعد مدرسية» (School benches 2017): تألف من مقاعد مدرسية بالية وبدائية غُطيت بأقمشة والتي كتب عليها نصوص مصرية مختارة من الكتاب عن الموت.
- العمل «كتب فنية» (Art Books 1998) الصادق ربطت كتب ببعضها البعض بطريقة جعلتها غير قابلة للقراءة.
- العمل التنصيبي «أشكال فارغة» (1998 Empty shapes) في لندن: احتوى العمل على عدة أشكال هشّة مبنية من عصي وأقمشة بالية، تحمل نصوص عربية عن أسطورة إزيس والإله والملك أوزيريس. وفقًا للأسطورة لقد قُتل أوزيريس من قبل اخاه الغيور، ومن ثم قطع جثته وبعثر أطرافه في كل أنحاء الدولة ليمنع زوجته ايزيس من مساعدته على التعافي، وبعد البحث الطويل، ايزيس استطاعت أن تسترجع كل أطراف زوجها وإعادة تركيبها. استوحت الصادق هذا العمل التنصيبي وعنوانه من زيارتها لمتحف بريطانيا، والذي كان بحد ذاته صدمة أن ترى الفنانة آثار مصرية معروضة هناك، اقتُلعت من حضارتها وعُريت من معانيها. الأعمال المبنية في العمل «أشكال فارغة» ترمز إلى مفهوم البيت، ولكنها ليست إلا أغطية فارغة. يعرض العمل أسئلة حول «البيت» (حضارة الشخص) و«غير المعروف» (حضارة الآخر)، وعن كيف يمكن الاستيلاء على أغراض من حضارات أخرى دون الأخذ بالحسبان دلالاتها التاريخية، على سبيل المثال: عرض هذا العمل في «صالون الشباب العاشر» في القاهرة، وقد سبب نقاشًا حاداً في المحيط الفني في مصر عن استخدام الفن التنصيبي كشكل من أشكال الفن.
- العمل التنصيبي «حاوية» (Container 2003): يجسد هذا العمل ثناءً لنساء الصحراء؛ إذ نشأ  في صحراء سيناء لمواجهة أوضاع النساء المتواضعة جدا في مستوطنات سكان الصحراء، حيث طلبت الصادق من رجال البدو كتابة كل أسماء النساء اللواتي يعرفوهن على قطع أقمشة (canvas) معا، كانت هذه الطريقة لجعلهم يتحدثون بحرية عن نظرتهم وتقديرهم لهذه النساء. جمعت الفنانة هذه القطع معا وصنعت منها غطاء لحاوية متروكة بجانب الشارع في الصحراء.
- الفيديو الفني المكون من جزئيين «زوج» (Couple 2003): تتخذ التفرقة بين الجنسين موضوعًا مركزيا، وهو أحد الأعمال التي أنتجتها أثناء مكوثها في كراتشي، تظهر في الفيديو نساء منحنيات يعملن في الحقل في باكستان معروضة جنبًا لجنب لمشاهد لرجال يلوحون فؤوسهم بطريقة خطرة جدًا في الهواء.
- نصبت  الصادق أكثر من 100 رسمة على حائط مع مغناطيس. الرسمات احتوت على أشكال لأدوات منزلية والتي أخذت شكل أعضاء الجسم: أقدام الكرسي تبدو كأقدام الإنسان، قبضة المقص تبدو كرأس انسان.[2]